# Albert Hendrickx
Albert Hendrickx (Kalmthout, 19 de julio de 1916 - Hasselt, 13 de mayo de 1990) fue un ciclista belga que fue profesional entre 1934 y 1951.
Sus éxitos deportivos más destacados fueron una victoria en la París-Brest-París en 1948 y los podios en la París-Roubaix (1937) y la Lieja-Bastoña-Lieja (1946).

## Palmarés
1937
- Amberes-Gante-Amberes

1938
- Paris-Belfort
- Victoria de etapa en la Vuelta a Bélgica

1940
- Amberes-Gante-Amberes
- Circuito de las Regiones flamencas

1948
- París-Brest-París

1949
- Viena-Graz-Viena